# Mariannenaue
Die Mariannenaue (von 1800 bis 1902: Westfälische Aue) ist eine Binneninsel im Rhein.

## Geographische Lage
Die Mariannenaue gehört teils zur Gemarkung Erbach und teils zur Gemarkung Hattenheim der Stadt Eltville am Rhein. Sie übertrifft mit einer Fläche von 68,515 Hektar die Größe der Insel Mainau im Bodensee. Sie beginnt in Höhe von Erbach und Heidenfahrt und erstreckt sich über eine Länge von 3,3 Kilometern bis Hattenheim. Rechnet man die Strömungsleitwerke mit, die etwa am Eltviller Schwimmbad beginnen und bis Oestrich-Winkel reichen (Stromkilometer 512,04 bis 517,35), so beträgt die Länge der Insel mehr als 5,3 Kilometer. Sie liegt zwischen der Kleinen Gieß im Norden mit der Hauptfahrrinne und der Großen Gieß im Süden. An der breitesten Stelle ist die Insel 300 Meter breit. Insel und Stillwasserzonen mit den Leitwerken zusammen haben eine maximale Breite von 560 Meter.

## Geschichte
Die Insel besteht aus zwei Teilen, die ursprünglich durch einen Rheinarm getrennt waren. Beide entstanden vor rund 10.000 Jahren aus angeschwemmtem Kalkgestein, das der Rhein aus den Alpen hierher verfrachtet hatte. Beide Inseln hatten sich im 18. Jahrhundert durch Anlandung miteinander verbunden. Die Nahtstelle ist an einer von der Großen Gieß schräg über die Insel zur kleinen Gieß laufenden und mit Auenwald bestandenen Senke erkennbar. 
Die östliche, nur 30 Morgen große Rheinaue hatte schon immer zu dem Rittersitz gehört, an dessen Stelle später Schloss Reinhartshausen entstand. Auf ihr stand ein kleines Haus mit Stall. Die westlich gelegene, viel größere Insel nannte sich Hattenheimer Aue und war seit 1464 im Besitz der Langwerth von Simmern, die der Pfalzgraf Ludwig von Zweibrücken als Graf von Veldenz, dem Hattenheimer Mannwerk gegenüber gelegen, mit einer „auwe inn dem Ryne … in ingelheymer marken“ beliehen hatte. Die Aue fiel unter das Rittergericht in Ingelheim, wurde aber im 18. Jahrhundert nach langen Prozessen dem Rheingau zugeschlagen. Auch in der französischen Zeit von 1793 bis 1814 wurde sie zum Rheingau gerechnet, gehörte also nicht zum linken Rheinufer. Heinrich Langwerth von Simmern, der Familienhistoriker, glaubt, dass diese Aue mit derjenigen identisch sei, auf der im Jahre 840 Kaiser Ludwig der Fromme „gegenüber von Ingelheim“ gestorben sei. Ihre frühere Zugehörigkeit zur Ingelheimer Gemarkung (siehe auch: Ingelheimer Grund) spricht für die Richtigkeit dieser Annahme. 
Als Graf Clemens August von Westphalen im Jahr 1800 Reinhartshausen mit dem dazugehörigen östlichen Inselteil erworben hatte, kaufte er auch den westlichen Inselteil, die Hattenheimer Aue, gab der Gesamtaue den Namen Westfälische Aue und legte darauf einen optisch auf Schloss Reinhartshausen ausgerichteten Landschaftspark an. 
Den Namen Mariannenaue trägt die Insel seit 1902 nach Prinzessin Marianne von Oranien-Nassau, die Schloss Reinhartshausen 1855 erwarb und dort bis zu ihrem Tod 1883 lebte.

## Natur

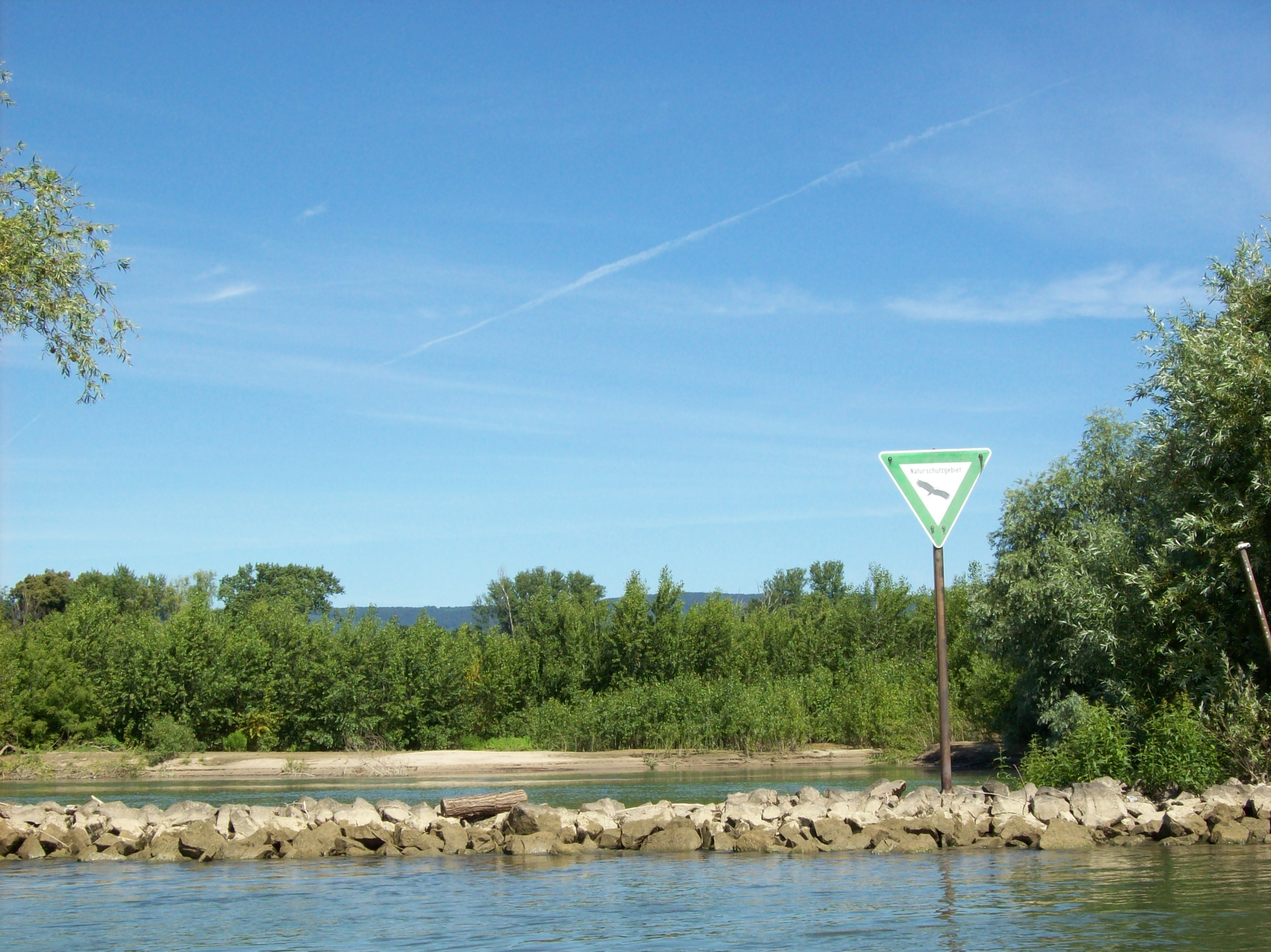
Naturschutzgebiet Mariannenaue

Seit 20. November 1972 gibt es das Naturschutzgebiet Mariannenaue. Es umfasst auch die Längswerke beiderseits der Insel und die von ihnen umschlossenen Stillwasserzonen und hat eine Fläche von 196 Hektar. Seit 1974 ist die Insel Europa-Naturreservat und FFH-Gebiet. Die Insel ist Brutplatz für Kormoran, Graureiher und Schwarzmilan und dient als Rast- und Überwinterungsort für zahlreiche Zugvögel. Außerdem ist auf der Insel eine seltene Biberart beheimatet. In den Auenwäldern stehen bis zu 400 Jahre alte Bäume.
Die Insel ist auch ein Jagdrevier, in dem neben der Jagd auf Federwild namentlich Rehwild und Schwarzwild bejagt werden. Der Rhein ist für letztere kein Hindernis; die Tiere wechseln ohne weiteres schwimmend vom Festland beiderseits auf die Insel und zurück. So ist es nicht weiter verwunderlich, dass im Dezember 2024 bei Wildschweinen Fälle von Afrikanischer Schweinepest sowohl auf dem rechtsrheinischen Festland zwischen Erbach und Hattenheim als auch auf der Insel aufgetreten sind.

## Weinanbau

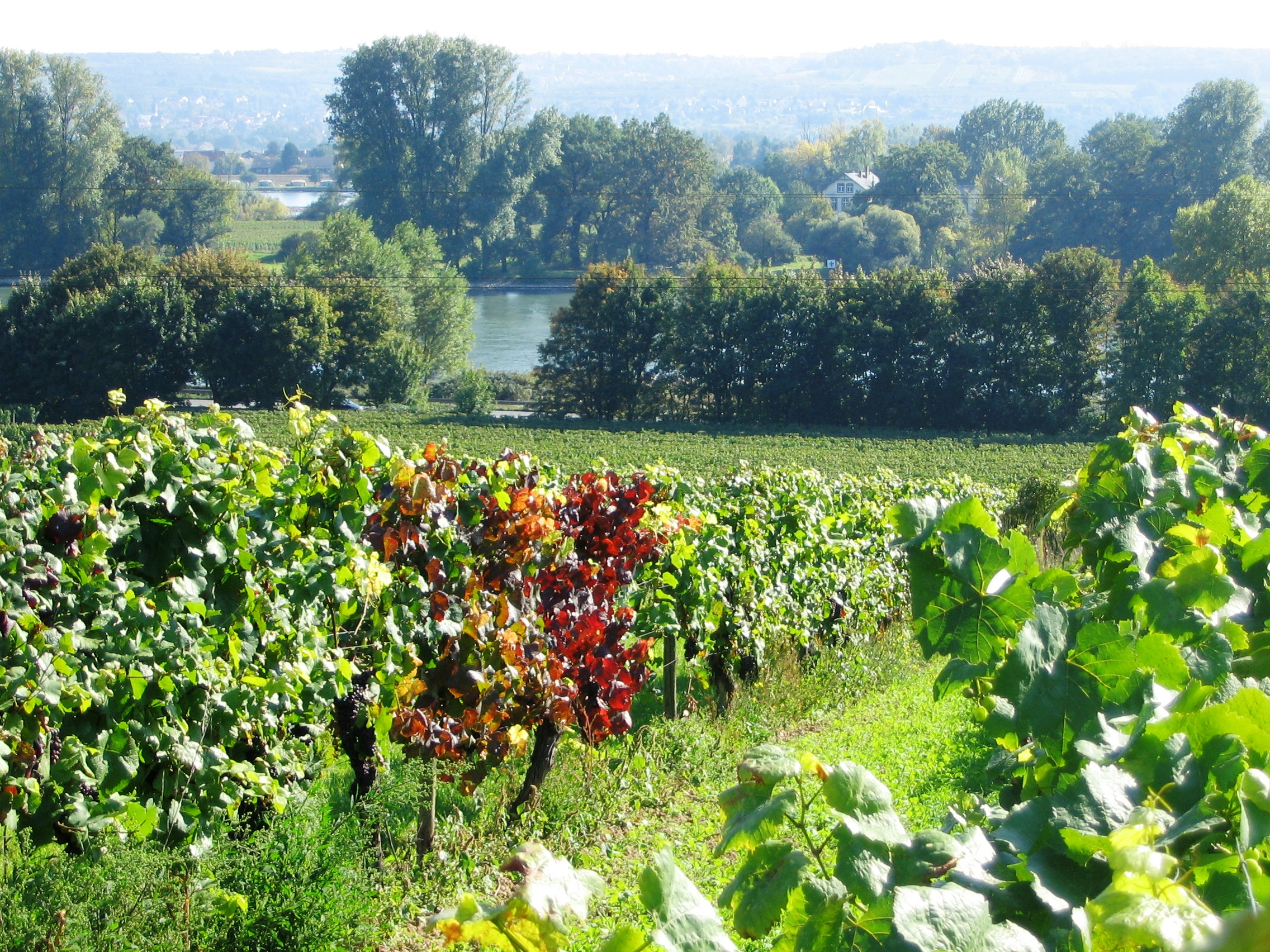
Blick von Erbach auf die Mariannenaue. Vorne die Kleine Gieß. Auf der Insel gibt eine Sichtschneise den Blick frei auf die Weinberge der Insel, dahinter die Große Gieß und das linke Rheinufer mit Heidenfahrt. Ein Giebel des Gutsgebäudes ist zwischen den Uferbäumen zu sehen.

Die Insel wird vom Weingut Schloss Reinhartshausen landwirtschaftlich genutzt. Ein der Bewirtschaftung dienender Gutshof liegt dort. Auf einer Fläche von 23 Hektar wird Weinbau betrieben, verteilt auf die Lagen Erbacher Rheinhell und Hattenheimer Rheingarten. Auf dem kalkhaltigen Boden, und begünstigt durch die klimatischen Besonderheiten der Insellage mit 3 bis 4 Wochen Vegetationsvorsprung, gedeiht die Rebsorte Chardonnay besonders gut.
Das die Insel umgebende und praktisch nie zufrierende Wasser in der Strömung der Großen und der Kleinen Gieß hat eine stark ausgleichende Wirkung auf Temperaturschwankungen und Temperaturextreme. So ist etwa nicht zu erwarten, dass auf der Insel ein Eiswein geerntet werden kann, da der Rhein den Frost abmildert. Auch Hitzeperioden werden abgemildert. Gleichzeitig muss bei der Kultivierung der Reben die für den Rheingau überdurchschnittliche Luftfeuchtigkeit beachtet werden, um Krankheiten und Schädlingsbefall vorzubeugen. Ferner bewirkt ein regenarmer Sommer wegen des reichlich vorhandenen Grundwassers nicht die üblichen durch Trockenheit zu erwartenden Beeinträchtigungen von Qualität und Erntemenge.

## Verkehr
Zwischen der Insel und dem rechten Rheinufer unterhält Schloss Reinhartshausen mit dem ehemaligen Lotsenboot Preußens Gloria eine Personenfähre, die zum einen dazu dient, die Landarbeiter der Insel zu transportieren, aber zum anderen auch genutzt wird, um Besucher überzusetzen, die an einer Inselführung teilnehmen. Bei Bedarf kann dem Boot ein Fährprahm angehängt werden, besonders um landwirtschaftliche Fahrzeuge und im Herbst die Traubenernte überzusetzen. 
Der Zutritt zur Insel ist außer für die Bewohner und das landwirtschaftliche Betriebspersonal nur für geführte Besuchergruppen gestattet. Das Betreten der Insel und der umliegenden Strömungsleitwerke und Anlandungen ist ansonsten ganzjährig untersagt. Das Befahren der Stillgewässer ist nur vom 1. April bis 20. September und nur innerhalb einer markierten Zone gestattet.